# Veiðileysa
Die Veiðileysa ist ein Fjord in den Westfjorden Islands. Sie wird auch Veiðileysufjörður oder Veiðileysufjörður á Ströndum genannt, einerseits zur Abgrenzung von dem am Fjord gelegenen Bauernhof gleichen Namens und andererseits zur Unterscheidung von einem anderen Veiðileysufjörður in den Westfjorden.
Die Veiðileysa liegt südlich vom Reykjarfjörður an der Ostküste der Westfjorde. Der Fjord ist 2 km breit und reicht 5 km weit in das Land. An seinem Südufer verläuft die Straße 643, der Strandavegur. Im Fjord gibt es keine ständig bewohnten Häuser mehr. Seinen Namen „ohne Fischfang“ erhielt der Fjord nach einer Volkssage, der zufolge eine Frau namens Kráka ihn verfluchte, nachdem sie hier zwei ihrer Söhne verloren hatte.